# خد الجميل (فلم)
خد الجميل فيلم كوميدي، موسيقي مصري لعام 1951، من إخراج، وتأليف عباس كامل، ومن بطولة عبد العزيز محمود، وسامية جمال، وسعاد مكاوي. يدور الفيلم عن رجل ثري يكره الغناء، لكن ابنه صوته جميل ويحب راقصة تقنعه بالعمل كمطرب، لكن الوالد يواجه هذا العرض بالرفض، إلى أن يقع في ورطة تنقذه منها الراقصة فيسمح لابنه بالغناء. أنتج الفيلم شركة أفلام عبد العزيز محمود،
صدر الفيلم إلى دور العرض المصرية في 27 ديسمبر 1951.
منح موقع قاعدة بيانات الأفلام على الإنترنت (IMDB) الفيلم درجة 4.9/ 10.
منح موقع قاعدة بيانات الأفلام العربية «السينما.كوم» الفيلم درجة 5.5/ 10.

## طاقم التمثيل
عبد العزيز محمود: في دور منعم (ابن الكبير)
سامية جمال: في دور عزيزة (الراقصة)
السيد بدير: في دور عبد الموجود (ابن الكبير)
محمد التابعي: في دور عبد الرحيم (كبير الرحيمية)
فؤاد شفيق: في دور عبد الرحمن (شقيق كبير الرحيمية)
ماري منيب: في دور ميمي (زوجة عبد الرحمن شقيق كبير الرحيمية)
زمردة: في دور زيزي (ابنة عبد الرحمن)
سعاد مكاوي: في دور نجية
حسن فايق: في دور ميمون (مساعد ووالد عزيزة الراقصة)
عمر الجيزاوي: في دور دندراوي (تابع كبير الرحيمية)
محمود شكوكو: في دور حمودة التمرجي
ملك الجمل: في دور سيدة (وصيفة نجية)
عزيزة زمبلك: في دور المض (شقيقة ميمي)
يعقوب طانيوس: في دور حسونة (ابن عبد الرحمن)
ميمي عزيز: في دور سونيا (وصيفة الراقصة عزيزة)

## أحداث الفيلم
يقوم دندراوي (عمر الجزاوي) تابع كبير الرحيمية بتهريب جهاز راديو إلى نجية (سعاد مكاوي) ابنة الكبير، وأثناء استماعها للغناء يدخل الكبير (محمد التابعي)، ويطلق الرصاص على الراديو، فهو لا يحب الغناء، ولكن نجية تنطلق للغناء مع الفتيات، وحيوانات القرية. يصل منعم (عبد العزيز محمود) ابن الكبير، وهو يحمل خطاب من حمودة (محمود شكوكو) يطلب الزواج من نجية، وويوافق الكبير بشرط ان يكون حمودة لا يحب الغناء. تتصل زيزي (زمردة) ابنة عبد الرحمن (شقيق الكبير)، للسلام على منعم، وهي تعيش مع اسرتها حياة متحضرة، ومترفة، وتدعي أنهم متحفظين مثل أسرة الكبير، وتحاول أن تدفع منعم للزواج منها حيث ان أسرتها في موقف مادي حرج، بينما تستمر والدتها ميمي (ماري منيب) في الخسارة في لعب القمار. يقضي حمودة الليلة في الغناء مع المزارعين، وهو يرتدي الجلباب، وتمر سيارة الراقصة عزيزة (سامية جمال)، وبصحبتها مساعدها ميمون (حسن فايق)، ونتيجة انفجار إطار السيارة، تستمع زيزي لغناء حمودة، وتقرر جذبه للغناء مع عرضها الراقص في القاهرة. يصطحبهم حمودة للمبيت في بيت الكبير مدعياً انه الخادم، وان الدندراوي هو ابن الكبير. تسافر زيزي إلى القاهرة، ويلحق بها منعم. تحاول ميمي أن تزوج الكبير لشقيقتها المض (عزيزة زمبلك) للإستيلاء على ثروته، ويتم الزواج. يبدأ منعم العمل بالغناء مع الراقصة عزيزة. تدبر ميمي مؤامرة للزج بالكبير في السجن، وتفسدها عزيزة، وعندما يعلم الكبير بذلك يبحث عنها، ولكنها تكون على متن طائرة إلى بيروت. يكتشف منعم كل ما كان يخفى عليه ويلحق بعزيزة، وتنتهي أحداث الفيلم على صوت غناء منعم، ورقص عزيزة.

## الإنتاج
الفيلم من إنتاج شركة أفلام عبد العزيز التي انشأها عام 1951، وأنتج من خلالها 4 أفلام، هي «خد الجميل»، و«مقدر ومكتوب»، و«علشان عيونك»، و«تاكسى الغرام». كان مكتب عبد العزيز محمود في عمارة الإيموبيليا، حيث كان يستقبل فيه مؤلفي الكلمات، والألحان ويتعاقد على أفلامه السينمائية وحفلاته الغنائية، ونشأت صداقة بينه وبين ليلى مراد التي كانت تسكن نفس المبنى مع زوجها آنذاك الفنان أنور وجدي، وقامت ليلى مراد بزيارته خلال تصوير فيلم «خد الجميل»، وتم التقاط صورة تذكارية لها مع طاقم العمل، انتشرت على مواقع التواصل الاجتماعي.

## أغاني الفيلم
كده برضه ماتعمليش خاطر: كلمات: فتحي قوره، ألحان: عبد العزيز محمود
على إيه الفرحة: غناء سعاد مكاوي
على كل رقص جميل: لحن، وغناء عبد العزيز محمود
حكيم ذوات الاربع رجلين: غناء محمود شكوكو، رقص سامية جمال (صوت سعاد مكاوي)
آه م الهوى: لحن، وغناء عبد العزيز محمود، وسعاد مكاوي، ومحمود شكوكو
اشطحوا وانطحوا: غناء سعاد مكاوي
اتفضل قهوه: غناء عمر الجيزاوي

## روابط خارجية
- مقالات تستعمل روابط فنية بلا صلة مع ويكي بيانات